# Jardines romanos

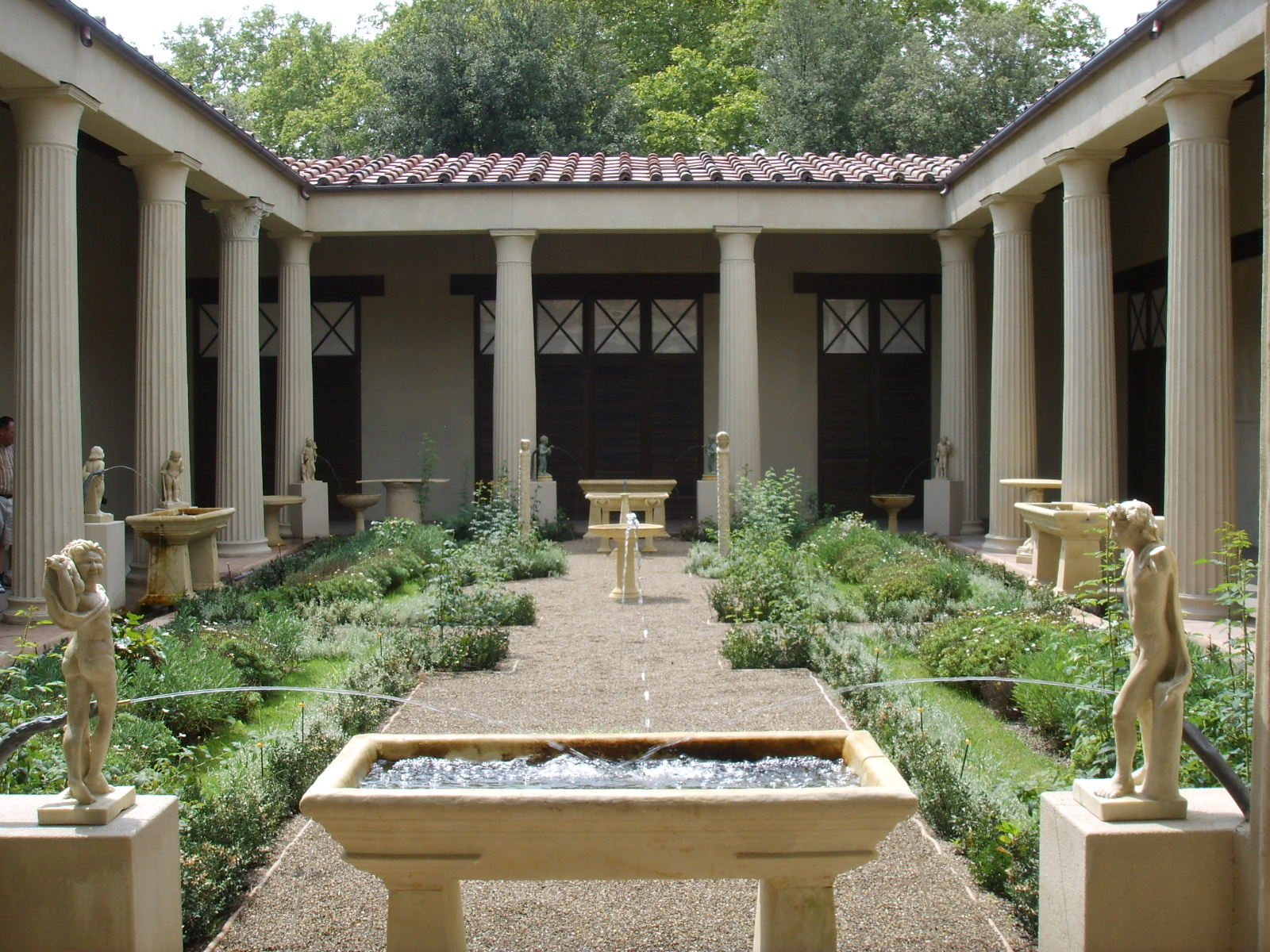
Reconstrucción del jardín de la Casa de los Vettii, en Pompeya.

Los jardines romanos (en latín horti) eran lugares de paz y tranquilidad, un refugio de la vida urbana y un lugar lleno de significados simbólicos y religiosos. Aunque los jardines formalmente existen desde el 2800 a. C. en Egipto, fue en Roma donde se desarrolló más el estudio de la horticultura.
Los pórticos fueron desarrollados para conectar la casa con el exterior y crear espacios al aire libre. El propósito funcional de los jardines que originaron los griegos era cultivar fruta y dar placer. Cuando Alejandro Magno conquistó algunas partes de Asia occidental, trajo consigo nuevas variedades de frutas y plantas, que provocaron un interés renovado de la horticultura entre pueblo griego.
En el antiguo Lacio, un jardín  parte  granja. Según Catón el Viejo, cada jardín debe estar cerca de la casa y debe tener prados de flores y árboles ornamentales. y Horacio escribió que durante su tiempo el tener flores se convirtió en una indulgencia nacional.
La forma más extendida de jardín romano fue el xystus (del griego ξυστός "cubierto") generalmente colocados en peristilo, en gimnasio o en teatros y que consistía en una serie de avenidas (ambulationes). Los árboles más usados por los romanos para sus jardines no eran diferentes a lo que estamos acostumbrados y se clasificaban en arbores silvestres o que espontáneamente crecen en los bosques como el abeto, haya, castaño, pino, encino, álamo o roble y  los  arbores urbanae o los cultivados como el olmo, manzano, palma, oliva, limón o  ciprés.